# Certifiering av luftfartyg
Med certifiering av luftfartyg menas vanligen typcertifiering. En genomförd typcertifiering med godkänt resultat leder till ett typcertifikat. Även andra certifieringar är emellertid väsentliga i samband med ett luftfartygs tillblivelse och användning. De är godkännande av aktuell konstruktionsorganisation, produktionscertifiering och utfärdande av luftvärdighetsbevis. En enklare typ av certifiering av vissa små luftfartyg är ett utfärdande av ett flygtillstånd.    

## Godkännande av konstruktionsorganisation
En konstruktionsorganisation för luftfartyg i Europa måste numera för den Europeiska byrån för luftfartssäkerhet, EASA, visa att man har tillräcklig kompetens för att konstruera aktuell kategori av luftfartyg och kan kvalitetssäkra sin verksamhet och sina produkter. Därefter får den ett separat godkännande för detta, ett "Design Organisation Approval, DOA". Tidigare godkändes konstruktionsorganisationerna av motsvarande nationella myndighet, se Civil Aviation Authority.

## Typcertifiering
Civila luftfartyg som serietillverkas måste typcertifieras (typgodkännas) av en flygsäkerhetsmyndighet. I Europa är sedan 2003 EASA den myndighet som granskar och typgodkänner alla luftfartyg. Tidigare hade JAA en liknande funktion som den som EASA nu har, dock hade JAA inte någon juridisk status. I USA granskas och godkänns alla konstruktionsorganisationer och luftfartyg av FAA. 
Typcertifieringen sker mot den vid tiden för ansökan gällande utgåvan av byggnadsbestämmelsen för den aktuella kategorin av luftfartyg. Sedan måste luftfartyget godkännas inom fem år för tunga luftfartyg (kallas "large aeroplanes" i EASA-bestämmelsen och "transport category airplanes" i motsvarande FAA-bestämmelse) och tre år för lätta luftfartyg (kallas "normal, utility, aerobatic & commuter aeroplanes" i EASA-bestämmelsen och "normal, utility, acrobatic, and commuter airplanes" i FAA-bestämmelsen). Gränsen mellan lätta och tunga luftfartyg går vid 5670 kg alternativt 8618 kg MTOM (maximum take-off mass) beroende på certifieringskategori. Om man inte lyckas få luftfartyget godkänt inom den stipulerade tiden kan det bli aktuellt att tillämpa en senare utgåva av byggnadsbestämmelsen, vilket kan fördröja certifieringen ytterligare.
Konstruktionsorganisationen (vanligen samma företag som tillverkaren) måste för ett certifieringsteam (inom till exempel EASA) visa att alla paragrafer i byggnadsbestämmelsen uppfylls. Detta kan göras på olika sätt beroende på paragraf, oftast innebärande en omfattande dokumentation. Olika prov, inte minst flygprov är också en viktig del av typcertifieringen. För flygproven (även för tillverkarens utvecklingsprov) krävs ett individuellt Flygutprovningstillstånd för varje provflygplan (ett eller flera). 
Certifieringsteamet för ett passagerarflygplan består av en samordnare och specialister inom olika områden, huvudsakligen Flygegenskaper/Prestanda, Struktur/Hållfasthet, Motorinstallation, Styrsystem, Elsystem, Elektroniska system (Avionik), Trycksättning/Nödsyrgas, Interiör och Buller (det som uppfattas av omgivningen). För lätta luftfartyg är certifieringsteamet mindre. 
När tillverkaren visat att alla paragrafer är uppfyllda utfärdas ett Typcertifikat (i Europa av EASA), som bl.a. innehåller luftfartygets namn, till exempel Saab 340 eller Saab 2000. De nämnda flygplanen godkändes dock med de procedurer som tillämpades av JAA innan EASA bildades. Till varje typcertifikat hör en typspecifikation.

## Produktionscertifiering och Luftvärdighetsbevis
För att säkerställa att alla luftfartyg som tillverkas uppfyller typspecifikationen måste varje individuellt luftfartyg tillverkas efter särskilda rutiner och processer. När dessa införts och har konstaterats fungera utfärdas ett Produktionscertifikat av tillverkarlandets myndighet. För varje individuellt nybyggt luftfartyg som uppfyller typspecifikationen utfärdas ett Luftvärdighetsbevis av tillverkarlandets flygsäkerhetsmyndighet. För förnyelse av giltigheten hos luftvärdighetsbeviset måste ägaren/brukaren årligen kunna visa att luftfartyget underhållits enligt gällande krav. Förnyelsen görs av flygsäkerhetsmyndigheten i det land där luftfartyget är registrerat, eller genom denna myndighets delegering.

## Flygtillstånd
Amatörbyggda luftfartyg typcertifieras inte. Varje luftfartyg godkänns individuellt eftersom varje luftfartyg har olika tillverkare med få undantag, vilket kan innebära vissa oavsiktliga skillnader mellan olika luftfartyg av samma typ. Varje byggare vill dessutom normalt sätta sin egen prägel på luftfartyget och har därför ofta infört diverse avsiktliga modifieringar. I Sverige granskas varje bygge av EAA efter avtal med Transportstyrelsen. Som bevis på att luftfartyget är luftvärdigt utfärdar EAA ett Flygtillstånd som fungerar som ett Luftvärdighetsbevis men som i princip bara berättigar till flygning inom Sverige.
Inte heller ultralätta luftfartyg typcertifieras. Även för dem utfärdas Flygtillstånd. I Sverige är granskning och utfärdande av flygtillstånd delegerat till KSAK.